# Orophea creaghii
Orophea creaghii (Ridl.) Leonardía & Kessler – gatunek rośliny z rodziny flaszowcowatych (Annonaceae Juss.). Występuje naturalnie w południowych Chinach (w południowej części prowincji Junnan oraz na wyspie Hajnan), na Filipinach (między innymi na wyspach Panay i Palawan), w Malezji (zarówno na Półwyspie Malajskim, jak i w stanach Sarawak i Sabah na wyspie Borneo) oraz Indonezji (między innymi na Jawie, Celebes i w Kalimantanie). 

## Morfologia
PokrójZimozielone drzewo dorastające do 12 m wysokości.
LiścieNaprzemianległe. Mają kształt od eliptycznego do podłużnego. Mierzą 9–15 cm długości oraz 3–6 cm szerokości. Nasada liścia jest od klinowej do rozwartej. Blaszka liściowa jest o wierzchołku od tępego do spiczastego. Ogonek liściowy jest nagi i dorasta do 3–7 mm długości.
KwiatySą regularne, obupłciowe, zebrane w kłębiki, rozwijają się w kątach pędów. Mierzą 3–5 mm średnicy. Mają 3 działki kielicha dorastające do 1,5 mm długości, są zrośnięte u podstawy. Płatków jest 6, ułożonych w dwóch okółkach, nienakładające się na siebie, zewnętrzne mają owalny kształt i są podobne do działek kielicha, natomiast wewnętrzne są wyprostowane i nieco zakrzywione do wewnątrz. Kwiaty mają 14 lub więcej pręcików z pylnikami otwierającymi się do zewnątrz. Zalążnia górna składa się z licznych, mniej lub bardziej owłosionych owocolistków o podłużnym kształcie.
OwocePojedyncze mają kulisty kształt, zebrane w owoc zbiorowy. Osiągają 1–2 cm średnicy. Są nagie.

## Biologia i ekologia
Rośnie w lasach. Występuje na wysokości od 500 do 1200 m n.p.m. Kwitnie od marca do czerwca, natomiast owoce dojrzewają od czerwca do grudnia.